# Шрамки
Шрамки́ — село в Україні, у Решетилівській міській громаді Полтавського району Полтавської області. Населення становить 99 осіб. До 2020 орган місцевого самоврядування — М'якеньківська сільська рада.

## Географія
Село Шрамки знаходиться за 7 км від м. Решетилівка, за 1 км від центру сільської ради с. М'якеньківка та за 17 км від залізничної станції Решетилівка (с-ще Покровське).
Село розділяє мальовнича балка, на дні якої протікає пересихаючий струмок та споруджено 2 ставки. За 1,5 км на південь від села протікає річка Говтва. Розташоване село на горі висотою 133 м над рівнем моря.

## Історія

### Заснування
Історія села Шрамки бере свій початок у другій чверті XVII століття. То був період боротьби українського народу з польською шляхтою, яка панувала на правобережжі Дніпра. Хоробрі люди, які не хотіли терпіти знущань польських магнатів, вирушили на лівобережні землі, подалі від їх тиску і гніту.
До наших днів дійшов переказ про те, що заснував село, точніше хутір, козак по прізвищу або кличці Шрам. Згодом поселилися на хуторі ще декілька козацьких родин — Мищенки, Бодні, Григи та інші. Відомо, що на хуторі Шрамки завжди жили вільні козаки, мали від 2 до 10 десятин землі. Займалися скотарством, землеробством, бджолярством та іншими ремеслами. Жили люди від землі. Раніше їх називали «гречкосіями».

### Полтавська битва
На початку XVIII століття, під час війни зі шведами, дорослих чоловіків-шрамківців примусово збирали на будівництво укріплень (редутів) для російської армії. Будувались редути за вказівкою Петра I, на випадок відступу шведів після Полтавської битви. Частина деяких укріплень (люди називають їх «могилами») збереглася, є пам'ятками історії, які охороняються державою.

### Початок 20-го століття
Як свідчать дані, до подій 1917 року довкруг Шрамків було багато хуторів. Це — Бодні, Конони, Кривошиї, Кузьменки, Сахни, Варвянське та інші, яких, на жаль, давно уже немає. В них жили заможні козаки, родюча земля щедро віддячувала «гречкосіям» за їхню важку працю.
Принагідно наведені такі факти. В Шрамках стояла хата козака Івана Мищенка. Сім'я його була велика. Мали волів, коней, косарку, багато землеробського реманенту. На Кононах жив козак Гаврило Бодня, який постачав цеглу з власного заводу по навколишніх хуторах. Мабуть, і зараз старі люди пам'ятають його міцну цеглу з літерами «Б. Г.».
В період революції 1917 року та громадянської війни хутір жив спокійно (хіба що інколи повз нього «проскакували» малочислені банди «зелених», батька Махна, Марусі), займалися своїми хліборобськими справами, торгували зерном і смушками. До речі, в Решетилівці існувала селянська біржа, куди селяни здавали вирощений хліб, за який отримували гроші.

### Радянські часи
Під час колективізації більшість шрамківців вступили у колгосп, а ті, хто не бажав, виїжджали на роботу, зокрема в Донбас.
В 1931 році в селі був створений колгосп «14-річчя Жовтня», що належав до Слюсарівської сільради. До цього в Шрамках була своя сільрада.
В історії села були і лихі часи. Це голодомор 1932-33 років, період окупації нашої землі німецько-фашистськими військами. Голодомор забрав життя 49 шрамківців. Вимирали цілими сім'ями, зокрема М. П. Шрамка, І. М. Шрамка, С. Т. Колотія та інші. Багато наших односельців не повернулися з війни до рідної хати. Це — І. П. Шрамко, Д. П. Шрамко, М. І. Шрамко, І. І. Шрамко, Д. М. Мищенко, Г. І. Мищенко, Г. П. Пильгук, П. Т. Олійник, П. Ф. Мищенко, В. Г. Конотоп і ряд інших. Багато жителів прийшли з війни поранені, підірвали здоров'я на каторжних роботах у Німеччині і рано пішли з життя.
В 1950 році три невеликих колгоспи — імені Фрунзе, «Комуніст» та «14-річчя Жовтня» — об'єднали в один під назвою імені Карла Маркса, а в 1959 році ще й приєднали до нього колгосп імені Ілліча. В довоєнний період головами місцевого колгоспу працювали Ф. І. Шрамко, П. М. Горбань, В. І. Сидоренко, а після війни — І. П. Грига, І. Й. Сторізько, П. Х. Маховий. З 1955 по 1985 рік (цілих тридцять літ) очолював укрупнений колгосп імені Карла Маркса Д. С. Завада.
З 1950 року Шрамки входять до складу М'якеньківської сільради, головами виконкому якої працювали О. А. Кошкалда, П. Г. Скляр, М. І. Пасішник, М. М. Полтавець. Та найбільше віддала роботі в сільраді — 34 роки Л. П. Варвянська. В 1983-1984 роках село газифікували, проклали дорогу з твердим покриттям та побудували красуню школу-дитсад (зараз не працює).

### Часи незалежності України
На 1997 рік в селі налічувалося 58 дворів, з них 5 пустувало. Мешкало всього 108 осіб, з них 39 — працездатного віку, 49 пенсіонерів, 20 дітей. З 1992 року населення села стрімко зменшується.
В 1999 році було ліквідовано колгосп імені Карла Маркса.
За переписом населення 2001 року в селі мешкало 99 осіб, а на початок 2011 року в селі проживало 60 мешканців.
12 червня 2020 року, відповідно до розпорядження Кабінету Міністрів України № 721-р «Про визначення адміністративних центрів та затвердження територій територіальних громад Полтавської області», село увійшло до складу Решетилівської міської громади.
19 липня 2020 року, в результаті адміністративно — територіальної реформи та ліквідації Решетилівського району, село увійшло до складу новоутвореного Полтавського району Полтавської області.

## Також
- Перелік населених пунктів, що постраждали від Голодомору 1932—1933 (Полтавська область)